# St.-Marien-Kirche (Witzwort)

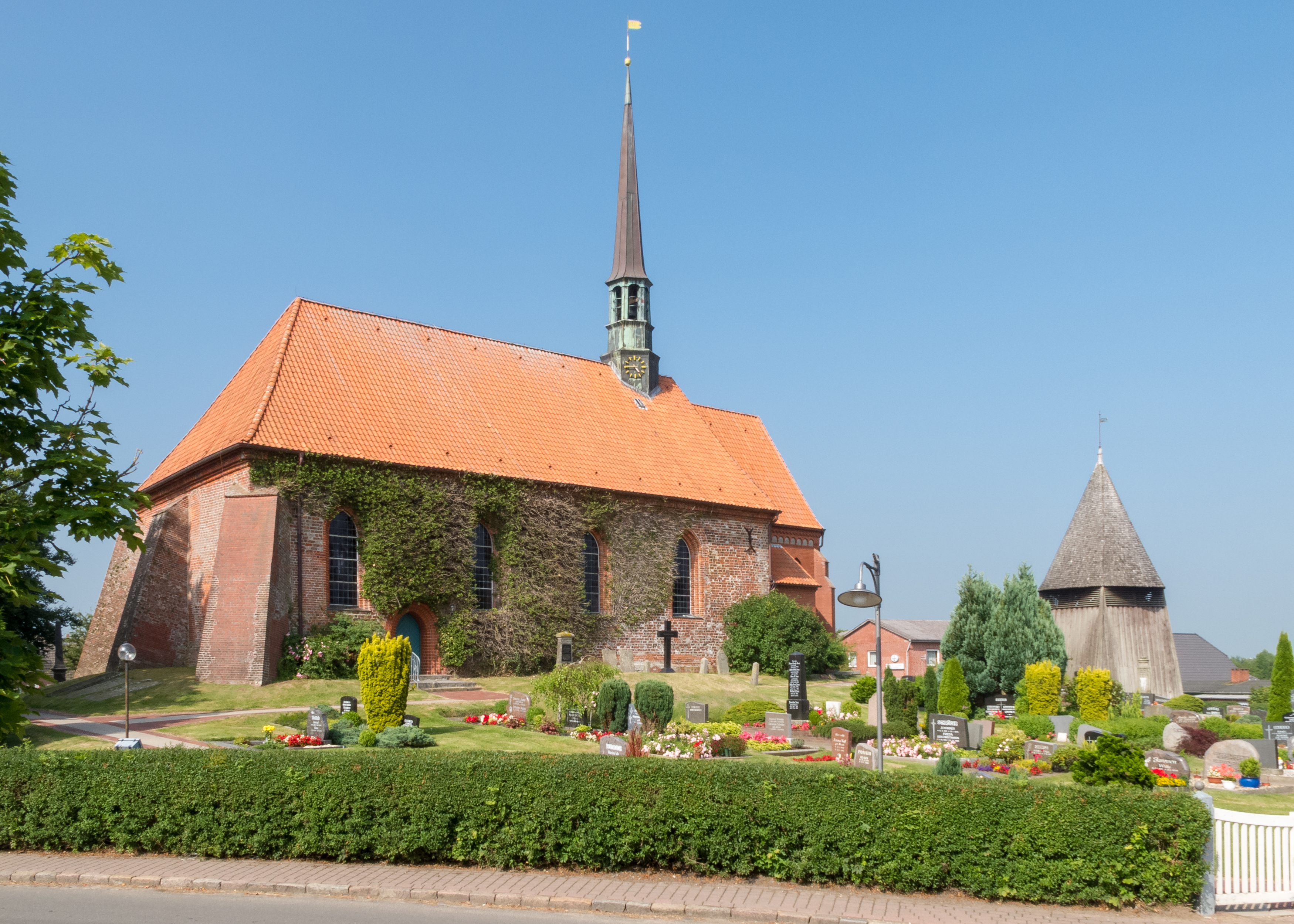
Kirche und Glockenstapel von Südwest

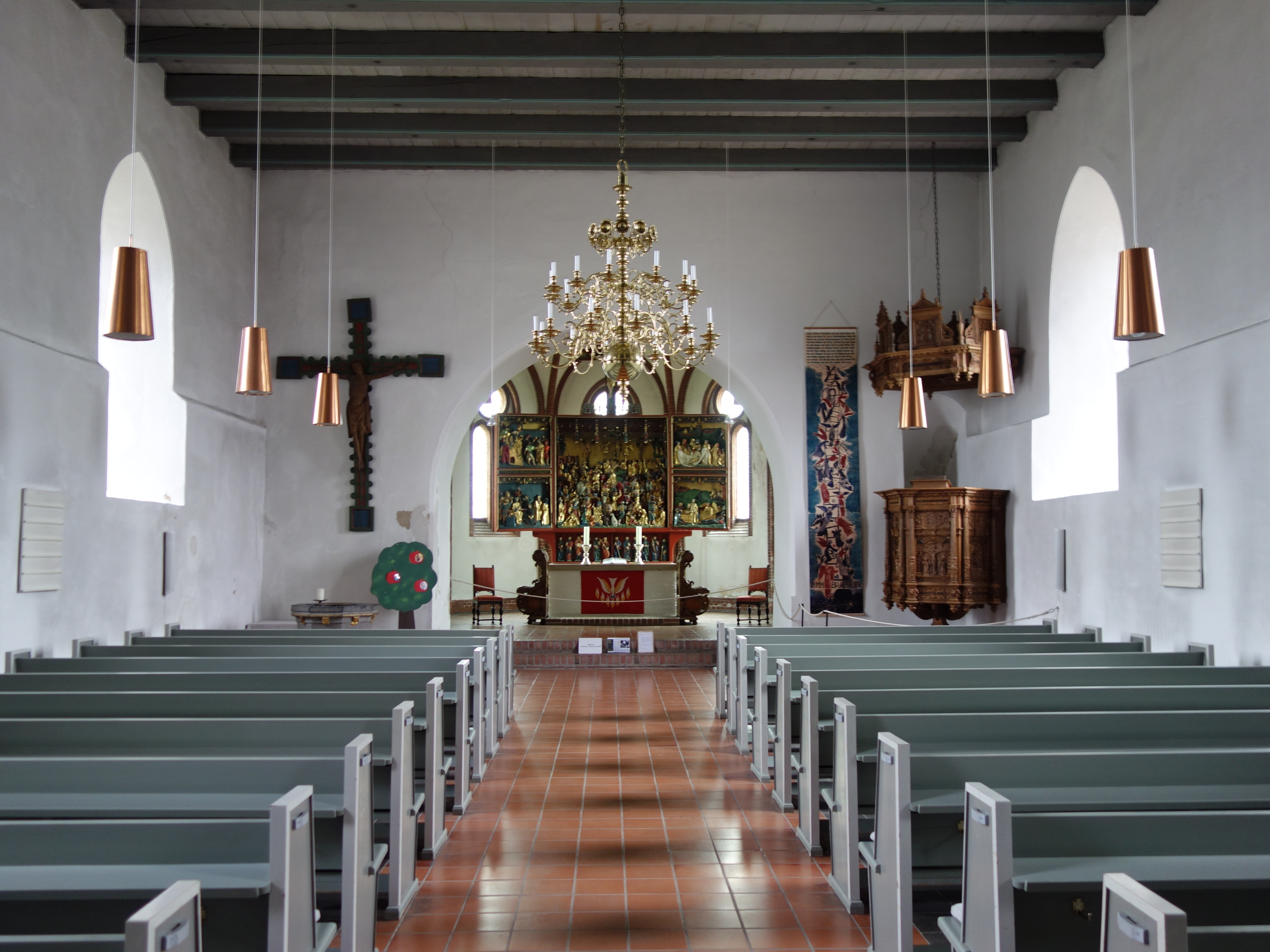
Innenraum mit Blick auf Triumphkreuz, Altar und Kanzel

Die St.-Marien-Kirche in Witzwort ist eine von achtzehn historischen Kirchen auf Eiderstedt. Sie gehört zusammen mit der St. Nikolai-Kirche in Uelvesbüll zur Kirchengemeinde Witzwort-Uelvesbüll im Kirchenkreis Nordfriesland in der Evangelisch-Lutherischen Kirche in Norddeutschland. Die kleine Dorfkirche besitzt eine künstlerisch und theologisch bedeutende Ausstattung.

## Baugeschichte
Die heutige Witzworter Kirche ist vermutlich nicht der erste Kirchbau in Witzwort. Laut Anton Heimreich soll die erste Kirche „am Fuhrwege“ gestanden haben.
Der heutige einschiffige gotische Backsteinbau wurde um 1420 auf einer hohen Warft errichtet. Aus der Erbauungszeit stammen die Seitenwände des flachgedeckten Langschiffs. Mitte des 19. Jahrhunderts fand ein Umbau statt: Dach und Dachreiter wurden erneuert, die Fenster vergrößert und das heutige Südportal geschaffen sowie die nachmittelalterliche Westwand mit massiven Stützpfeilern gesichert. 1898 wurde der baufällige mittelalterliche Chor durch einen neugotischen Neubau ersetzt, in den Stuckkonsolen und Schlusssteine des Vorgängerbaus eingesetzt wurden.
Der abseitsstehende Glockenstapel stammt von 1631.

## Ausstattung
Älteste Ausstattungsstücke sind zwei Kruzifixe, die auf das 13. Jahrhundert datiert werden und damit älter sind als der heutige Kirchbau. Das links vom Chorbogen angebrachte Triumphkreuz wird auf 1270 datiert. Das Brettkreuz ist als Lebensbaum stilisiert und symbolisiert den Sieg Christi über den Tod, während der Gekreuzigte im gotischen Stil als Leidender dargestellt ist. Noch etwas älter ist das kleinere, 1654 über dem Altar angebrachte romanische Kreuz, das den triumphierenden Christus mit Krone zeigt. Die Enden des Kreuzes tragen die Evangelistensymbole.
Ebenfalls aus vorreformatorischer Zeit stammt der auf das 15. Jahrhundert datierte Taufstein. Er besteht aus Namurer Kalkstein, der auch unter der traditionellen Bezeichnung Namurer Marmor und Namurer Blaustein bekannt ist. Die achtseitige pokalförmige Kuppa ist mit kleinen, heute vergoldeten Köpfen zweier Frauen, darunter eine Dame mit Burgunder Hörnerhaube, eines Mannes mit Pelzmütze und eines Narren verziert. Ein viersitziges spätgotisches Chorgestühl steht an der Chorwand.

### Altar

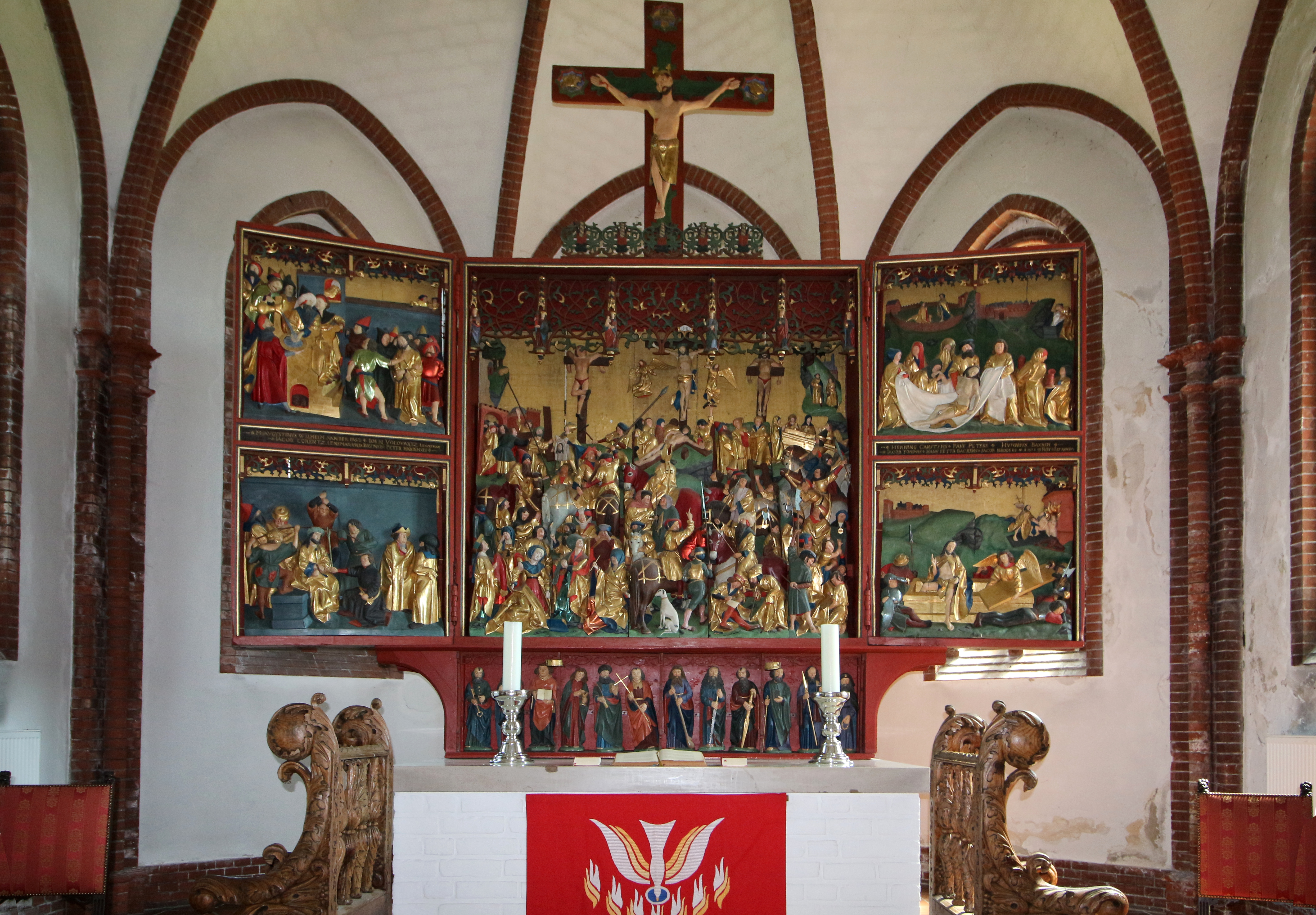
Der Flügelaltar von 1520

Der Flügelaltar mit zwei Klappflügelpaaren gehört zu den qualitätsvollsten Arbeiten der schleswig-holsteinischen Westküste. Das Schnitzwerk im Hauptschrein und den Seitenflügeln der Festtagsseite entstand um 1520 nach dem Vorbild des etwas älteren Retabels der Nikolaikirche in Kotzenbüll. Die Außenseiten des inneren Flügelpaares und die Innenseiten des äußeren Flügelpaares, die als sogenannte erste Wandlung an normalen Sonntagen zu sehen waren, tragen Gemälde, wobei die Originale aber ebenso wenig erhalten sind wie die Gemälde der in der Fastenzeit gezeigten Außenseite des geschlossenen Altars.
Wie bei dem sehr ähnlichen Kotzenbüller Altar enthält der Hauptschrein eine figuren- und detailreiche Kreuzigungsdarstellung vor hügeliger Landschaft mit mehreren Nebenszenen aus der Passionsgeschichte, so dass Jesus gleich mehrfach abgebildet ist (Begegnung mit Veronika, Annagelung ans Kreuz und Kreuzigung). Interessant ist ein anhand der quersitzenden Mitra als jüdischer Priester zu erkennender Reiter als Zeuge der Kreuzigung. Im Vorausgriff auf die Auferstehung sind rechts oben die Frauen am Grab und darüber die Emmausjünger zu erkennen, während an dem Baum links oben Judas Iskariot hängt, der aus Reue über seinen Verrat Selbstmord verübte. Zu den zahlreichen Details gehören die Kuhmaulschuhe der Soldaten sowie ein in der Mitte damit direkt unter dem Kreuz sitzender großer Hund und ein Äffchen, das hinter einem an seinem Kopfputz als Pilatus zu erkennenden Reiter auf dem Pferderücken sitzt. Die Tiere erscheinen dabei als Symbole. So dienten Affen häufig als Sinnbild des Bösen. Durch den Affen wird Pilatus somit als vom Teufel verführt dargestellt. Der Hund dagegen steht für Treue und Beständigkeit. Dazu passt, dass über dem Hund der Hauptmann abgebildet ist, der den toten Jesus als Gottes Sohn erkannte (Mk 15,39 ).

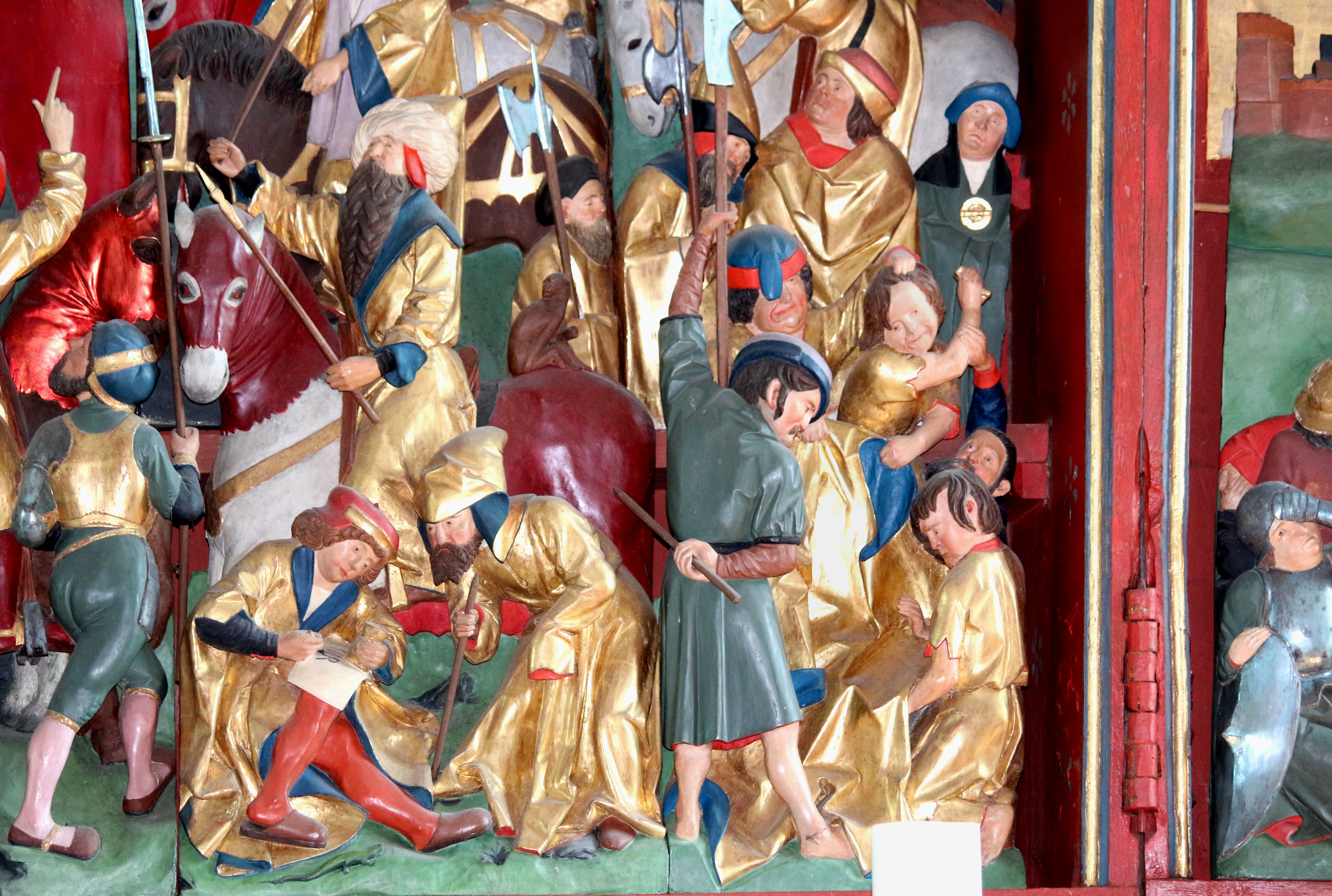
Details: Äffchen auf dem Pferd von Pontius Pilatus, Titulusschreiber und die Knechte, die sich um Jesu Gewand prügeln

Das obere Gefach des linken Seitenflügels zeigt Jesus vor Pilatus, der gerade seine Hände wäscht, während unter seinem Thron ein kleiner Hund schläft. Im Fenster hinter ihm ist seine schlafende Frau abgebildet, die gleichzeitig neben ihm steht und ihm von ihrem schlechten Traum erzählt und ihn davor warnt, Jesus zum Tode zu verurteilen. Im unteren Gefach der linken Seite ist Jesu Verspottung dargestellt. Im rechten Seitenflügel ist oben die Grablegung mit den Nebenszenen Noli me tangere und Petrus am leeren Grab zu sehen und unten Christi Höllenfahrt und Auferstehung.
Im Rankenschleier über der Kreuzigungsszene stehen Statuetten von sechs weiblichen Heiligen, von denen die beiden äußeren älter sind als der Altar. Auch die Heiligenfiguren in der Predella sind teilweise älter als der Schnitzaltar. Vermutlich stammen sie aus einem (oder mehreren) früheren Retabel und wurden 1520 in das neue Retabel integriert.
Das Retabel wurde mehrfach renoviert und umgearbeitet. Bei der Renovierung 1654 wurde das kleine mittelalterliche Kruzifix oben auf dem Schrein angebracht. Die Gemälde der ersten Wandlung wurden 1678 erneuert und zeigen jeweils vier Szenen aus der Kindheitsgeschichte Jesu und der Passion. Gleichzeitig erhielten die Reliefs ihre heutige Farbfassung. Die Namen der Stifter dieser Renovierung, darunter der 1678 verstorbene Pastor Augustinus Wilhelmus Sander, stehen auf Tafeln zwischen den Gefächern der Seitenflügel. Mitte des 19. Jahrhunderts wurden die Reliefs weiß gestrichen, 1898 die Fassung von 1654 wiederhergestellt.
Die Abendmahlsbänke neben dem gemauerten Altartisch sind eine Arbeit des Akanthusbarocks von etwa 1700.

### Kanzel
Die Renaissancekanzel von 1583 ist wie die Kanzel der St.-Christians-Kirche in Garding ein Hauptwerk des sogenannten Eiderstedter Typs. Der Name des Künstlers ist nicht bekannt. Die Reliefs der Korbbrüstung stellen in fünf Szenen die lutherische Rechtfertigungslehre dar. Sie zeigen von links nach rechts Adam und Eva im Paradies, die Aufrichtung der ehernen Schlange durch Moses, den Menschen zwischen Gesetz und Gnade (symbolisiert durch den halb kahlen und halb Laub tragenden Baum), Kreuzigung und Auferstehung. Dieselben fünf Szenen finden sich in verschiedenen programmatischen Gemälden der Reformationszeit beispielsweise von Lucas Cranach dem Älteren und unter anderem auf der Titelseite der niederdeutschen Bugenhagenbibel.
Zu den Stiftern der Kanzel gehörte der Staller Caspar Hoyer. Der Kanzelkorb ist angeblich besonders hoch, weil der damalige Pastor Laurens Adsen 2 Meter groß gewesen sein soll. Später sei ein neuer Boden eingezogen worden, damit die Kanzel auch für normalgroße Prediger nutzbar war.

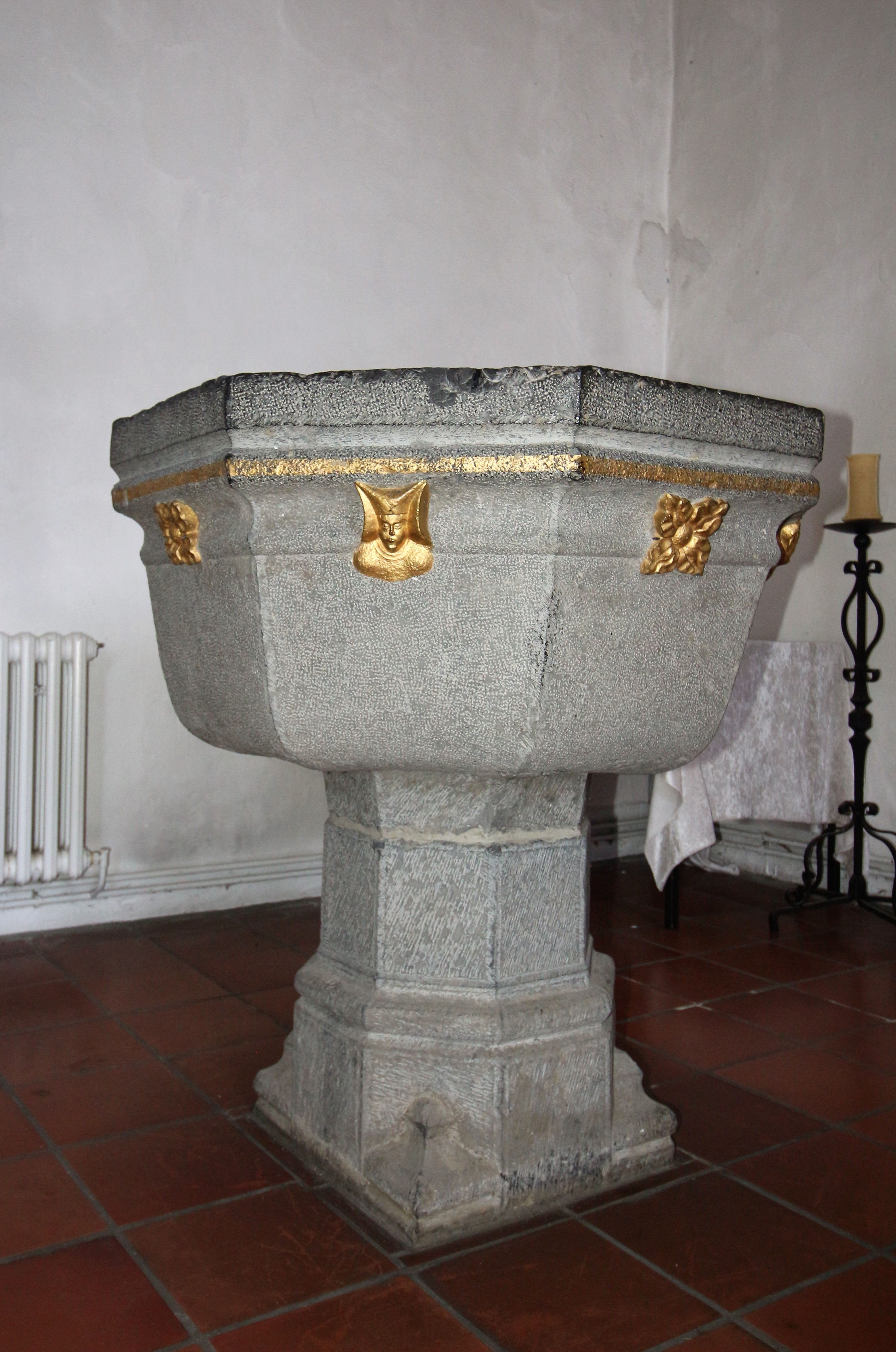
Taufstein mit der Dame mit Hörnerhaube
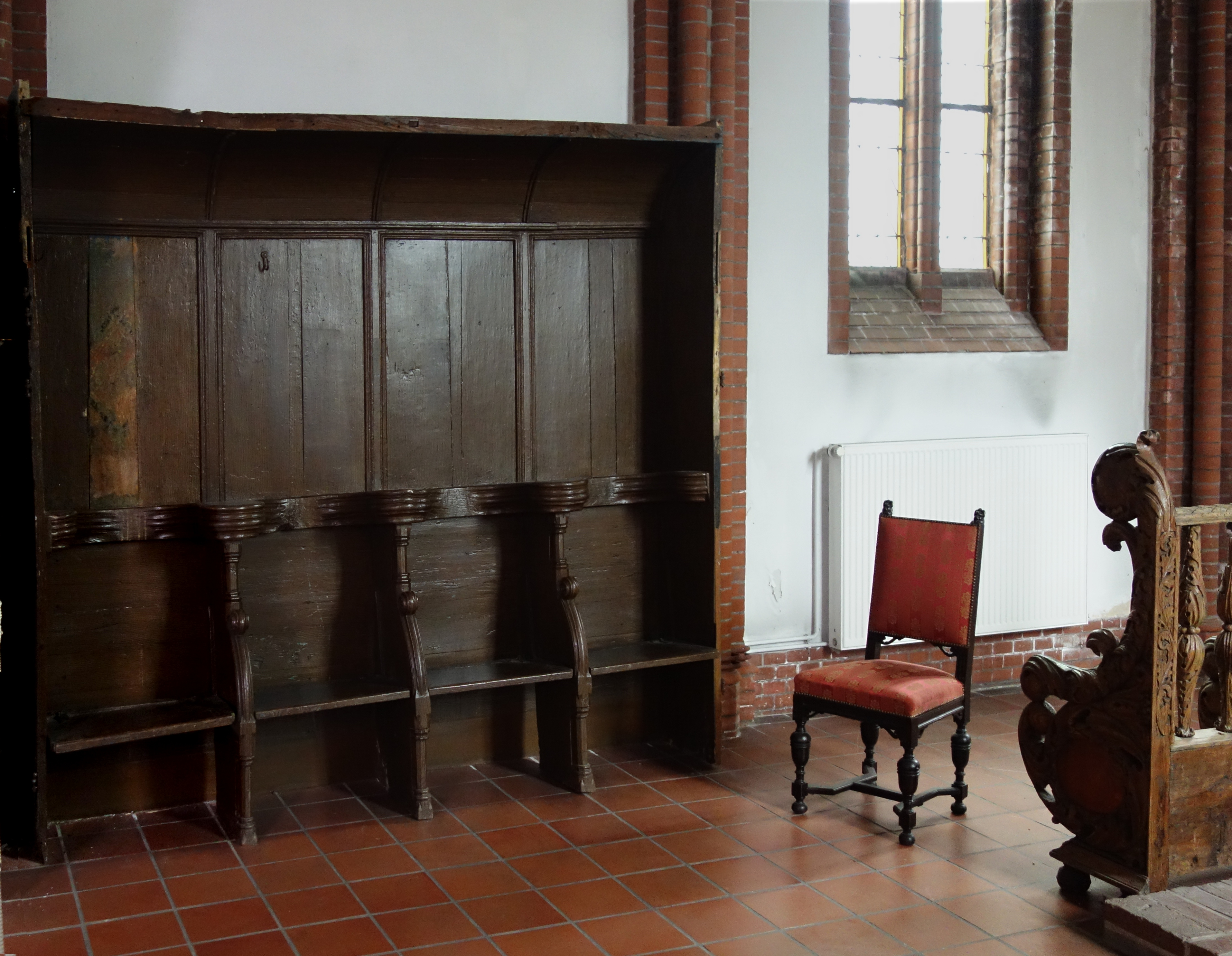
Chorgestühl
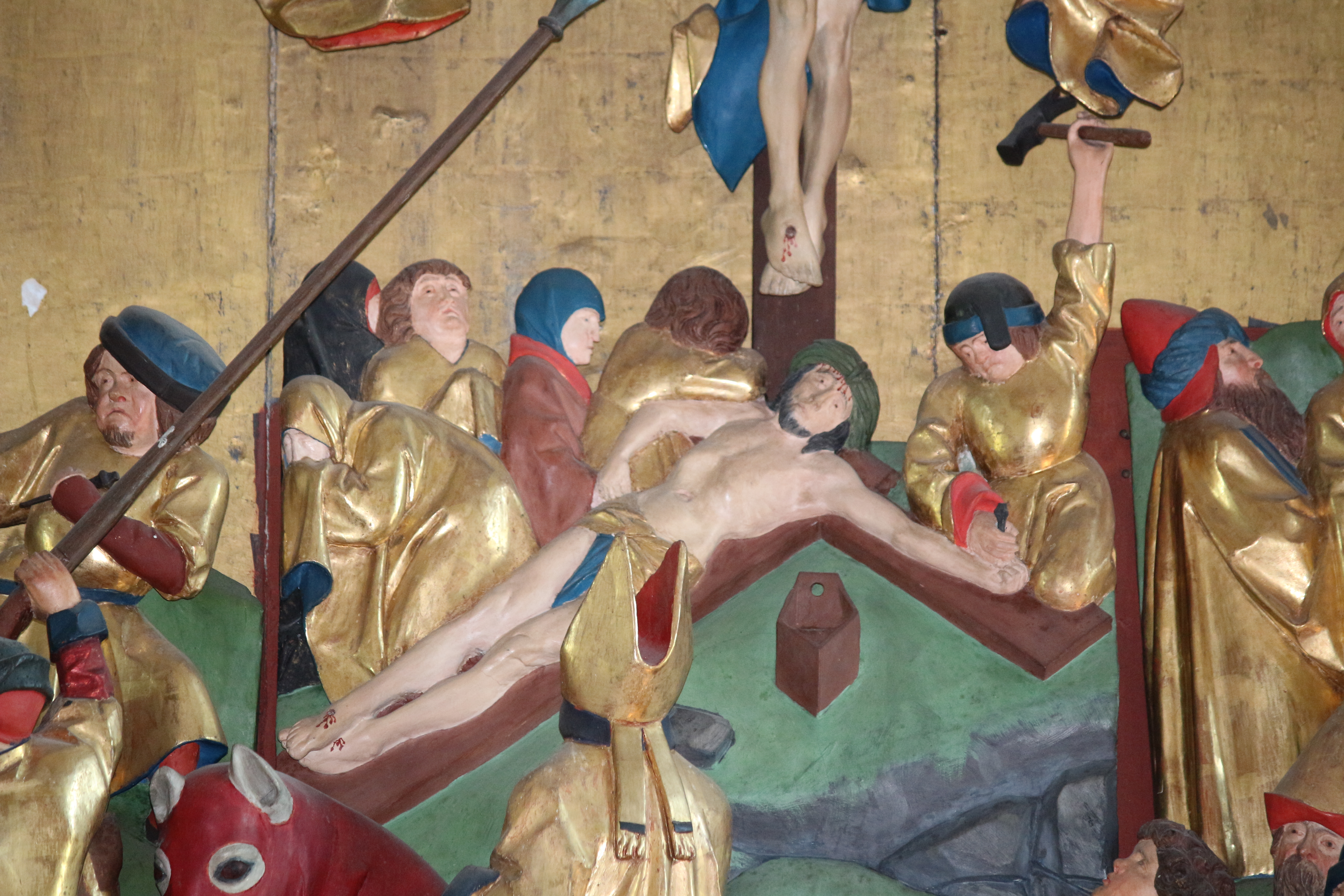
Detail am Altar (Priester als Zeuge der Annagelung Jesu ans Kreuz)
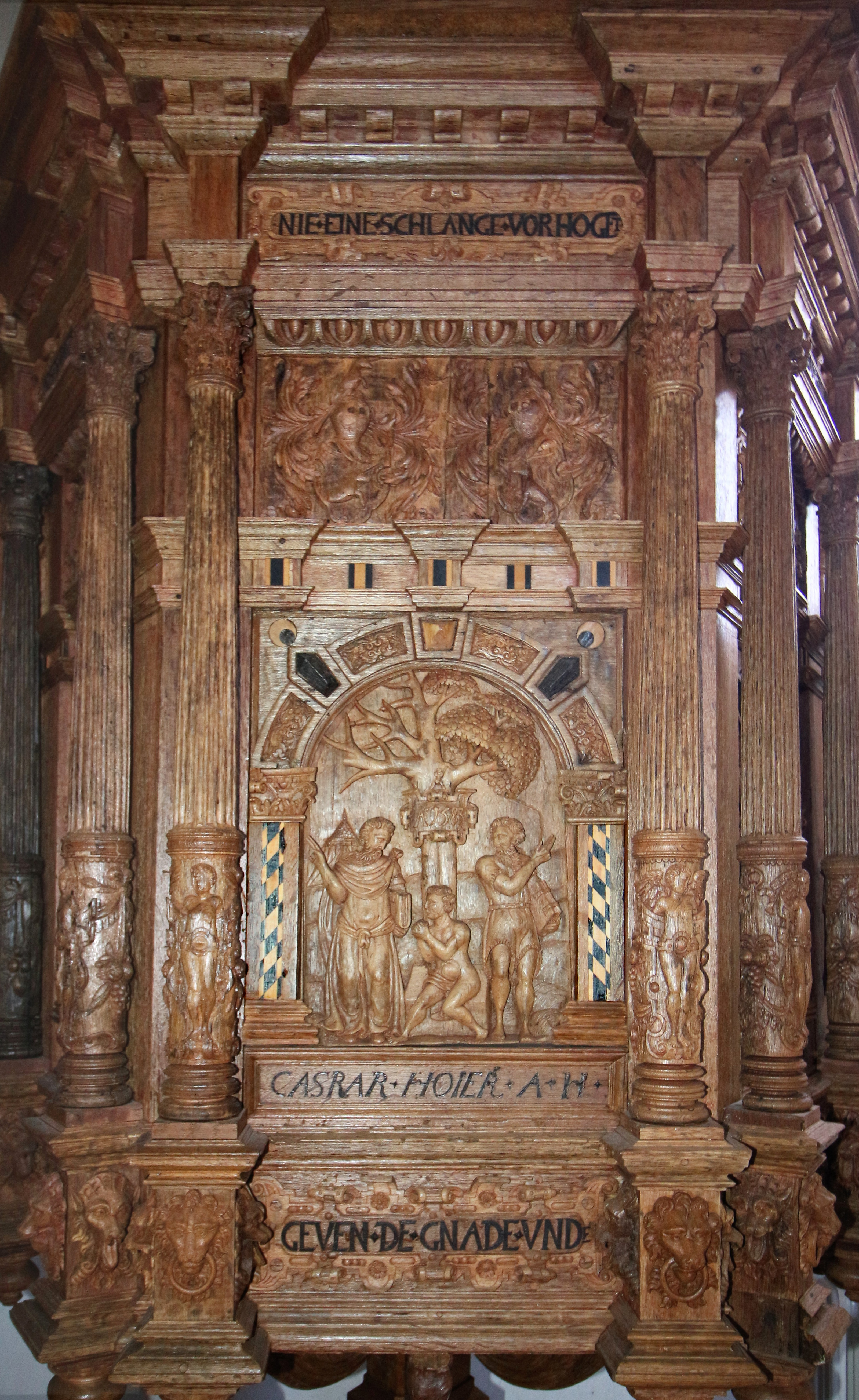
Detail der Kanzel (der Mensch zwischen Gesetz und Gnade)

Im hinteren Teil der Kirche sind ein Bild des 1645 mit nur 29 Jahren in seinem zweiten Amtsjahr verstorbene Pastors Christian Hansen und zwei Epitaphien aufgehängt. Das eine von 1590 zeigt das Stifterpaar in einer Kreuzigungsszene im manieristischen Stil des Marten van Achten in einem Renaissancerahmen, das zweite von 1617 eine Kreuzgruppe.

## Pastoren
Der Gelehrte Laurens Adsen (auch Laurentius Addi) wurde 1581 Pastor von Witzwort, wo er bis zu seinem Tod blieb. Er verfasste eine Geschichte Eiderstedts, deren Manuskript zwar von mehreren späteren Chronisten benutzt wurde, sich aber nicht erhalten hat.
Wie die meisten der kleinen, aber wohlhabenden Kirchspiele auf Eiderstedt leistete sich auch Witzwort bis ins 19. Jahrhundert hinein zwei Prediger, einen Pastor und einen deutlich schlechter besoldeten Diakon. Anders als im restlichen Schleswig-Holstein hatten die Gemeinden in Eiderstedt das Recht, die Kandidaten für die Predigerwahl selbst zu bestimmen. 1652 holte der damalige Pastor Levinius Ockenius (latinisiert von Leve Ockens) auf diese Weise seinen jüngeren Bruder Ivo auf das Diakonat. Bis 1673 teilten die Brüder sich die Seelsorge im Kirchspiel.
1790 erhielt der junge Aufklärungstheologe Jasper Boysen das Diakonat. 1797/98 versuchte er die Einführung der Schleswig-Holsteinischen Kirchen-Agende des Generalsuperintendenten Adler, konnte sich aber gegen die lutherisch orthodoxen Gegner der Agende im Kirchspiel nicht durchsetzen. Von Witzwort ausgehend breitete sich der Widerstand gegen die Agende im Herzogtum Schleswig aus. Für Boysen zahlte sich sein Einsatz jedoch aus, denn Adler beförderte ihn 1798 auf die weit besser bezahlte Stelle als Pastor an der Friedrichsberger Kirche in Schleswig-Friedrichsberg, mit der das Amt als Propst für das Amt Hütten verbunden war.